# Неуловимые (фильм, 2015)
«Неуловимые» — российский приключенческий фильм. Премьера в России состоялась 26 марта 2015 года. Премьера в мире состоялась 3 апреля 2015 года. В этом же году вышло продолжение — «Неуловимые: Последний герой».

## Сюжет
Фильм начинается с кадров, на которых нам показывают неизвестного человека в маске. Он прыгает с дома на дом и становится перед камерой. Затем показывают автомобильные аварии в Москве.
Девушка Кира, гуляя по Москве обнаруживает стоявший на тротуаре автомобиль. Она требует у водителя убрать машину, но он хамит и уходит в кафе. Тогда Кира отрывает у машины зеркало заднего вида и приносит владельцу прямо в кафе. Он начинает ругаться, но в этот момент появляется парень из персонала кафе, и успокаивает его. Парень представляется как Артём, но Кира отказывается с ним знакомиться. Он следует за ней и встречается с её другом Федей — недавно отслужившим в армии и имеющим «быковатый» характер. Кире звонят из больницы и говорят, что вечером её лучшую подругу Настю сбили на пешеходном переходе. Пока девушка посещает Настю, Артём вывел из себя Федю, и тот врезал ему.
Кира узнаёт от врача, что Насте на операцию нужна немаленькая сумма денег, которой у девушки нет. А деньги нужны на этой неделе, иначе Настю будет не спасти. Ночью, некий пользователь «Анонимус» отправляет Кире на телефон видео с камеры наблюдения. Камера показывает, что Настю сбил на машине российский олигарх Сергей Полянский. Девушка приходит в офис Полянского и требует, чтобы он заплатил за операцию, так как виноват в аварии. Однако олигарх выгоняет девушку из офиса. На помощь Кире решают прийти Артём и Федя, которые оба пытаются за ней ухаживать. Также, девушка находит «Анонимуса» — им оказывается компьютерный хакер Женя, который живёт на чердаке в университете. Полянский однажды обманул отца Жени и теперь Женя ненавидит олигарха. Поэтому он тоже соглашается. План у парней такой: «поможем девушке, а она сама потом определится».
Группа постоянно «мешает жить» Сергею Полянскому: пытаются поссорить его со своим знакомым олигархом Дмитрием Сафоновым, пытаются сорвать его встречу с представителями тайской компании (Полянский собирается построить корпорацию в Таиланде) и тому подобное. Кончается это тем, что Полянский ругается с Сафоновым (который использовал Сергея) и собирается уехать из Москвы в Бангкок. Женя списывает у олигарха деньги с компьютера, однако появляется один из людей Сафонова и пытается отобрать компьютер у Жени. Женя отвлекает внимание, и Кира успевает убежать, однако компьютер удаётся забрать. Девушка преследует едущего в аэропорт Полянского на своём мотоцикле вместе с Федей (Артём забрался в автомобиль олигарха) и пытаются отобрать у него деньги в аэропорту, однако это не выходит. Артём вышибает окно в машине Сергея и встречается с Кирой и Федей. Он показывает им машину, брошенную олигархом у аэропорта. Если продать машину, можно будет накопить нужную для операции сумму денег. Однако, когда Артём просит Киру обнять его, она находит у него в штанах деньги Полянского. Получается, что Артём выложил деньги из сумки олигарха, а на их место положил свои ботинки (это объясняет то, почему Артём вышел из машины без ботинок).
Насте делают операцию, Полянского ловят на территории Таиланда, за то, что тот проник на виллу Анджелины Джоли. Сафонову приносят компьютер Жени, но на компьютере они обнаруживают фотки занимающегося сексом Полянского с женой Сафонова (эти снимки делал Артём). Выходит, что Женя подменил компьютер, когда отвлекал агента Сафонова.
В финале нам показывают стоящих на крыше здания Киру, Артёма, Федю и Женю, которые стоят перед камерой. Герои говорят речь о том, что в мире много несправедливости, поэтому они будут бороться за честность.

## В ролях
| Актёр               | Роль                            |
| ------------------- | ------------------------------- |
| Александра Бортич   | Кира                            |
| Илья Маланин        | Фёдор Быков                     |
| Иван Шахназаров     | Артём Резник                    |
| Анвар Халилулаев    | Евгений                         |
| Денис Шведов        | бизнесмен Сергей Полянский      |
| Евгений Мундум      | Борис                           |
| Джемал Тетруашивили | Дмитрий Сафонов                 |
| Ксения Баскакова    | блондинка в кафе                |
| Павел Юлку          | автохам                         |
| Юлия Борисова       | Анастасия                       |
| Александр Сазонов   | врач Насти                      |
| Светлана Тульская   | референт Полянского             |
| Надежда Азоркина    | секретарь Полянского            |
| Вадим Сквирский     | сотрудник                       |
| Антонина Клименко   | жена Дмитрия Сафонова           |
| Александр Меркюри   | директор агентства недвижимости |
| Александра Соколова | горничная                       |
| Евгений Ратьков     | администратор отеля             |
| Владимир Иваний     | администратор ресторана         |
| Иван Капитонов      | гость в офисе                   |
| Никита Юранов       | Никита                          |
| Александр Пальчиков | фанат «Динамо»                  |
| Алексей Дайнеко     | прораб                          |
| Владимир Зайцев     |                                 |
| Илья Шидловский     |                                 |
| Павел Рассомахин    |                                 |

## Маркетинг
Для продвижения фильма создатели использовали концепцию no name-истории, размещая в сети «вирусные» видео с участием героев картины и не афишируя первоначально имена продюсеров проекта. Основным рекламным партнёром фильма стал канал СТС, разместивший анонсы фильма в своём эфире и на сайте. Также фильм продвигался телеканалом «Перец», сайтами CarambaTV.ru, «ВКонтакте» и YouTube-каналами популярных 16-17-летних девушек-видеоблогеров. По результатам проката фильм заработал 37 миллионов рублей.

## Мнения
Фильм получил преимущественно низкие оценки кинокритиков. Отмечались очень слабый сюжет и плохо продуманные персонажи.
Андрей Архангельский, «Огонёк»:

Фильм «Неуловимые» доводит отрицательный образ до совершенства: у нас давно не было антигероя, обладающего таким количеством отталкивающих черт. Он безжалостный и трусливый, бессердечный и жалкий, вдобавок довольно глупый. Непонятно, как с таким уровнем интеллекта он заработал свои миллионы. <…> Аналогии этому сюжету легко найти в десятках заграничных, в частности американских, фильмов — у нас любят ссылаться на американский опыт, — но есть два существенных отличия. Во-первых, антигерой там прописан гораздо тщательнее. Если уж речь о зле, то вначале нам подробно представят его. <…> Во-вторых, прежде герои обязательно должны перепробовать законные методы борьбы со злодеем. И уж только потом, и только потом, что принципиально важно, герои берут в руки дубину (или компьютерную мышку в современном варианте) народной борьбы. <…> А в нашем фильме герои, по сути, минуя первую часть («Всё равно полиция затянет расследование»), сразу переходят ко второй. К восстановлению справедливости. При этом сам бизнесмен выглядит скорее истериком; а с каждым новым шагом «неуловимых» и вовсе становится жалким. <…> Следствием этого является отсутствие той самой подлинной конфликтности, о которой было сказано, из-за чего мы и не можем всем сердцем сопереживать героям в борьбе со злом.

Дмитрий Осташевский, «The Hollywood Reporter»:

Согласно слогану, «Неуловимые» — фильм для молодых, которые хотят изменить мир. Для них же — шутки о 7 частях «Пилы», «Сумерках» и приставке PlayStation. А для тех, кто постарше, по фильму раскиданы взрослые приколы — точно так же, как это делают в голливудских детских мультфильмах, чтобы родители не скучали. <…> …недостаточно круты персонажи для тех, кто любит крутых героев, недостаточно хитроумны, чтобы потрафить любителям коварных ловушек и манипулирования. Методы их из пионерлагеря: кнопка на стул, зубная паста в носки. Это все уместнее в детской комедии, а у фильма — ограничение 12+. С таким вегетарианскими методами воздействия на мир картине больше подошёл бы слоган «Пошалим!». Кстати, именно под таким девизом пару лет назад вышел не взлетевший «Тот ещё Карлосон!», одним из создателей которого был сценарист «Неуловимых» Тихон Корнев. <…> В ответ на детские провокации персонаж Дениса Шведова честно кривляется полтора часа в кадре. Впрочем, не нужно большого мастерства сыграть шута, если это не шут короля Лира…

Алексей Филиппов, «Кино-театр.ру»:

…за душой у этого прямолинейного молодёжного фильма ничего, в общем-то, и нет. Максималистской борьбе с сильными мира сего <…> не хватает сценарного мяса: очевидно фэнтезийный сюжет, понятный если не из синопсиса, то из трейлера, двигают персонажи-функции (блондинка, качок, мажор в кредит, компьютерный гений), о которых, кроме ёмких характеристик и кратких биографических справок от хакера Жени, за полтора часа не рассказывают больше ничего. Присутствующая в кадре для привлечения внимания Александра Бортич, ворвавшаяся в отечественный кинематограф благодаря «Как меня зовут» и задействованная в ещё не остывшем сиквеле «Духless», отчаянно бьётся с корявыми диалогами и проигрывает, как и большинство местных артистов. Взять вверх над драматургической гравитацией удалось, пожалуй, лишь Джемалу Тетруашвили в роли делового партнёра Полянского и Денису Шведову, чей олигарх — существо с другой планеты: ловелас, кокаинист, квази-буддист, свинья и бизнесмен на грани нескончаемой неврастении.

Евгений Ухов, Film.ru:

Наивность — это вообще девиз фильма. Наивно полагать, что зло можно наказать, тем более в России, тем более сейчас. Наивно браться за туманный план по отъёму денег у своего врага, в то время как пострадавшей в аварии девушке срочно требуются средства на операцию. Наивно верить в свои силы, ничего за плечами не имея, даже настоящих друзей. Но глупость иногда побыстрее смелости города берёт, да и жанр заставляет справляться с любыми сюжетными вызовами. А глупости у героев более чем достаточно. Ведь в чём, по сути, заключается их борьба с противником? В мелких пакостях. Мелких, хоть и красиво преподнесённых. Злодею переставляют утренний будильник, меняют блины на гантелях, портят картину, подливают в средства гигиены аллерген – ну что за низкопробные подлости уровня глуповатой комедии? Вершина способов воздействия — замена успокоительного, прописанного врачом, на стимуляторы. Привет, Кэрри Мэтисон! Конечно, серьёзной после всего этого картину не назовёшь, о победе над системой нечего и говорить, остаётся только насладиться картинкой, юмором и актёрами.

Отрицательный обзор сделал также BadComedian, назвавший фильм «Мстителями для бедных».

## Судебный иск
Российский бизнесмен Сергей Полонский объявил о подаче судебного иска против создателей фильма. По его мнению, главный отрицательный персонаж фильма слишком похож на него. В свою очередь, продюсер «Неуловимых» Иван Капитонов заявил, что образ бизнесмена в фильме является собирательным.